# Svete igre

Svete igre (službeno Holy Games) bile su višetjedna manifestacija Katoličke Crkve u Francuskoj na području Pariške nadbiskupije i nekoliko dijeceza (Bordeaux, Lille, Rennes) uoči i tijekom održavanja Ljetnih olimpijskih i Paraolimpijskih igara u Parizu u srpnju, kolovozu i rujnu 2024. godine. Uključivale su duhovne, kulturne i športske sadržaje, poput služenja svetih misa, podjelu sakramenata, molitve, koncerte, sportske događaje i susrete namijenjene sudionicima i posjetiteljima Igara, s ciljemn promicanja solidarnosti i evangelizacije.
Program je vodilo četrdesetak svećenika i dvije tisuće volontera u sedamdesetak župa, u kojima su se tijekom olimpijskih događaja služile svete mise na različitim jezicima. Središnje mjesto bila je crkva sv. Magdalene u Osmom pariškom okrugu, s kapelom Naše Gospe od sportaša, u kojoj je 19. srpnja, tjedan dana uoči otvaranja Olimpijskih igara, slavljena misa kojoj je nazočilo stotinjak diplomata, predsjednik MOO-a Thomas Bach i pariška gradonačelnica Anne Hidalgo, a misno slavlje predvodio je digneiski biskup Emmanuel Gobilliard, kojega je papa Franjo imenovao posebnim izaslanikom za Olimpijske igre.
Projekt »OI Pariz 2024. i Katolička Crkva« (fr. JO Paris 2024 & Eglise Catholique) pokrenuli su u prosincu 2020. msgr. Philippe Marsset, François Morinière i Arnaud Bouthéon, a od rujna 2022. djeluje službeno uz potporu Pariške nadbiskupije i Francuske biskupske konferencije. Planiran je po uzoru i kao nastavak na Svjetski susret mladih 2023. u Lisabonu. Svaka biskupija u Francuskoj potaknuta je na okupljanje skupina mladih za provedbu i sudjelovanje u programu.
Porukom francuskim katolicima od 21. ožujka 2023. papa Franjo potaknuo ih je na uključivanje i podršku organizaciji Igara, udijelivši papinski blagoslov svim organizatorima, dobrovoljcima i sudionicima Igara.